# Comatacta micropalpus
Comatacta micropalpus är en tvåvingeart som först beskrevs av Charles Howard Curran 1925.  Comatacta micropalpus ingår i släktet Comatacta och familjen parasitflugor. Inga underarter finns listade i Catalogue of Life.